# 智異山國立公園
智異山國立公園（：／ Jirisan Gungnip Gongwon */?）是位於韓國全羅南道求禮郡、全羅北道南原市以及慶尚南道咸陽郡、山清郡、河東郡的山岳型國立公園。1967年12月29日指定，總面積472平方公里，是韓國最早與陸域面積最大的國立公園。
智異山是位于小白山脈的山峰。論高度是韓國僅次於漢拏山之第二高峰，亦為韓國本土最高峰，主峰天王峰標高海拔1,915公尺，為韓國八景之一。

## 沿革
- 1967年12月29日：國立公園第1號指定（建設部公告第164號）。
- 1971年2月9日：智異山國立公園全羅南道管理事務所開所。
- 1971年6月10日：智異山國立公園全羅北道管理事務所開所。
- 1973年6月10日：智異山國立公園慶尙南道管理事務所開所。
- 1987年7月1日：國立公園管理公團開設（東、北、南部3個事務所開所）。
- 1991年4月23日：國立公園業務移管（建設部→內務部）。
- 1998年2月28日：國立公園業務移管（內務部→環境部）。
- 1998年12月18日：智異山管理事務所統合（北部、南部支所運營）。
- 1998年12月23日：史蹟及名勝地第7號指定－智異山華嚴寺。
- 2004年12月30日：更名智異山事務所（北部、南部事務所運營）。

## 關聯區域
- 全羅北道
  - 南原市
- 全羅南道
  - 求禮郡
- 慶尙南道
  - 咸陽郡
  - 山清郡
  - 河東郡

## 图集

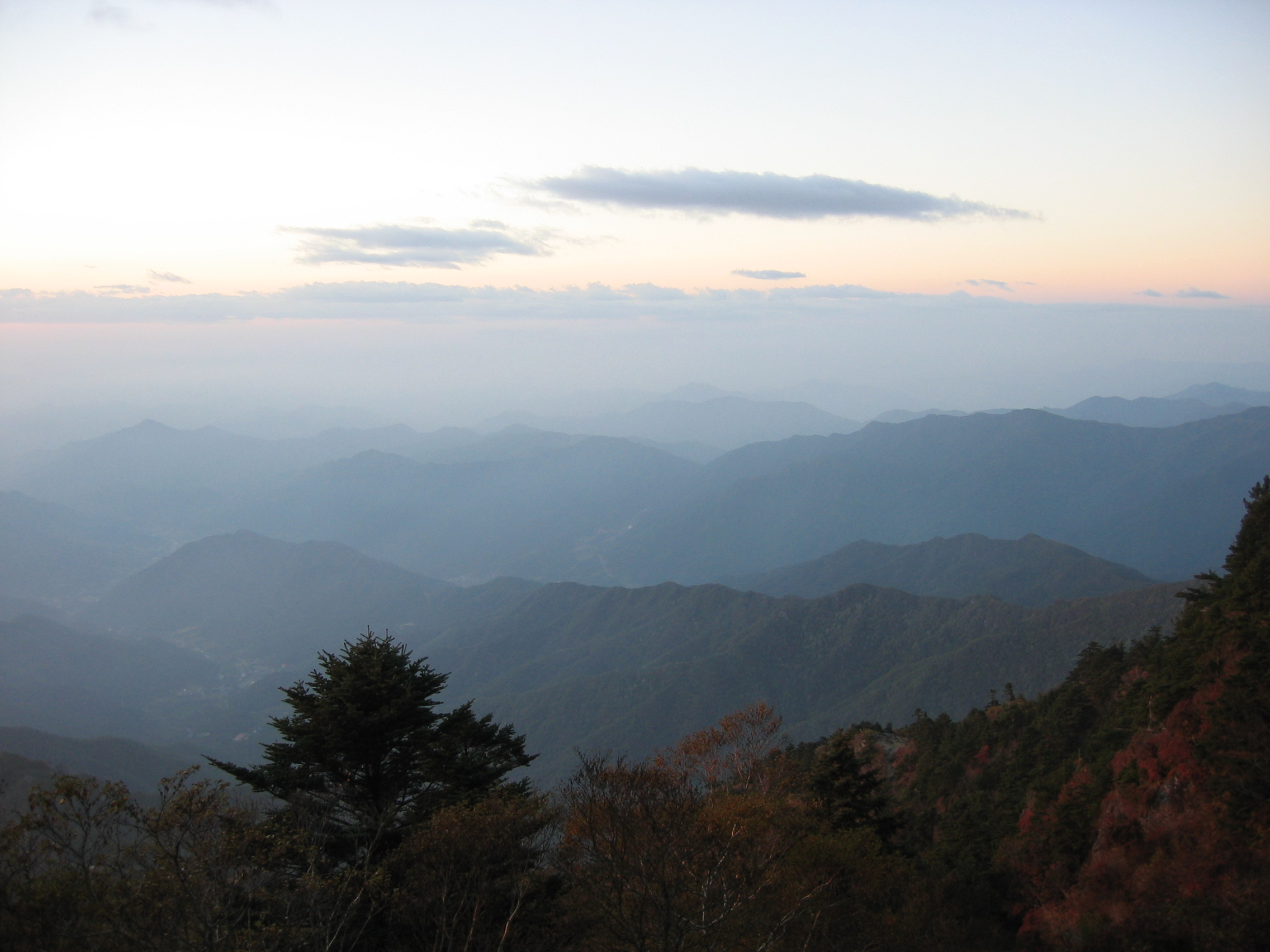
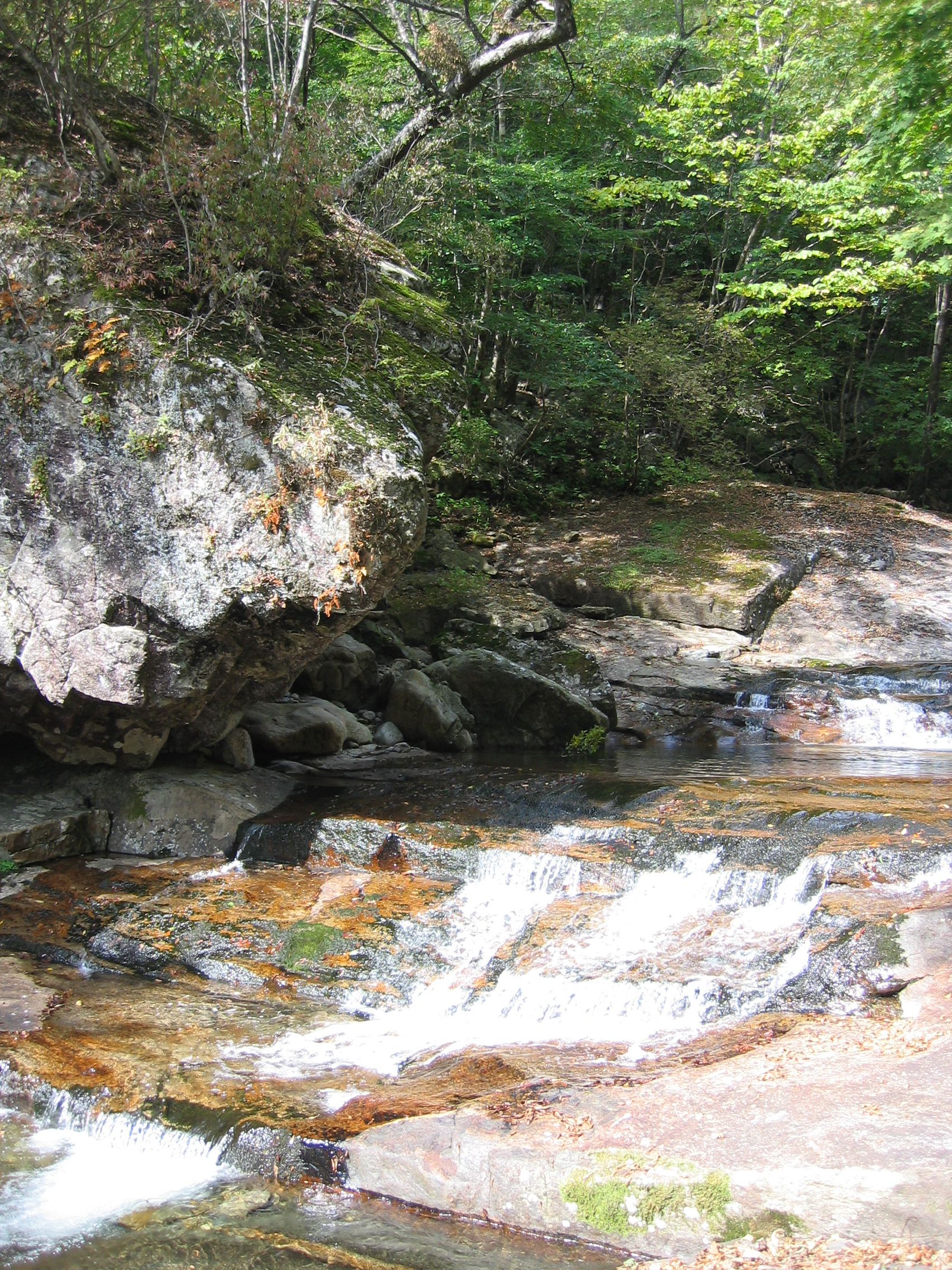
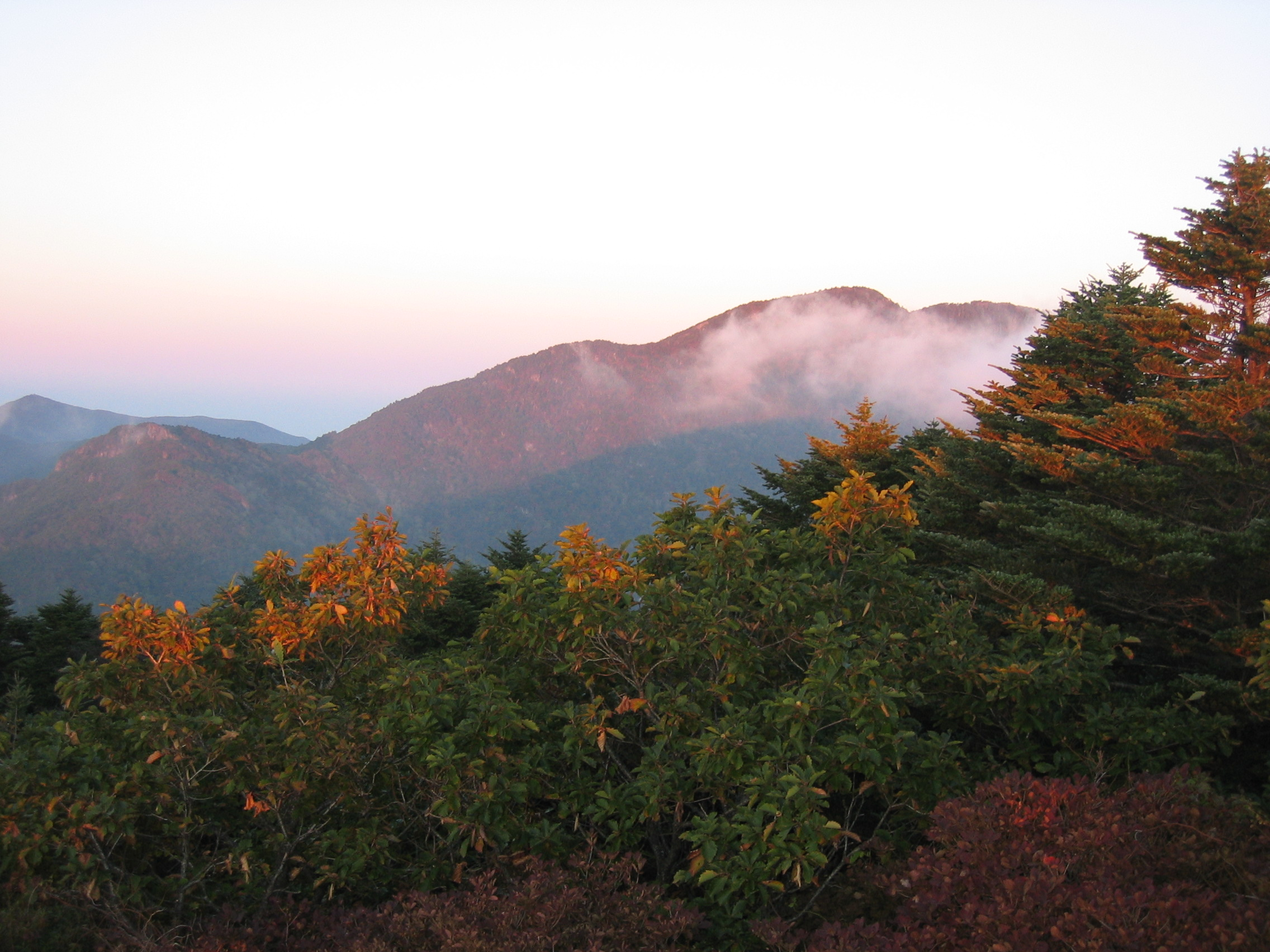
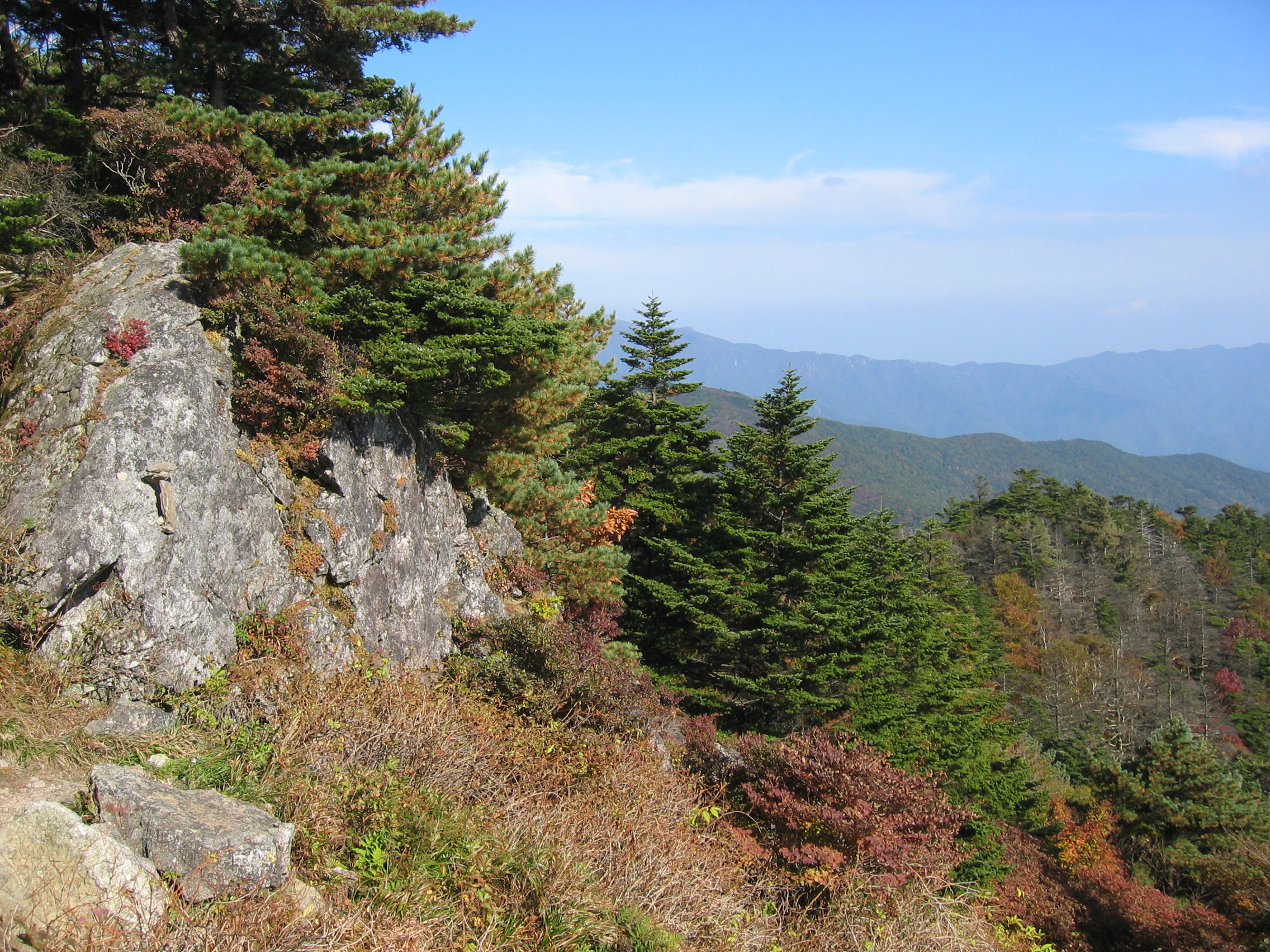
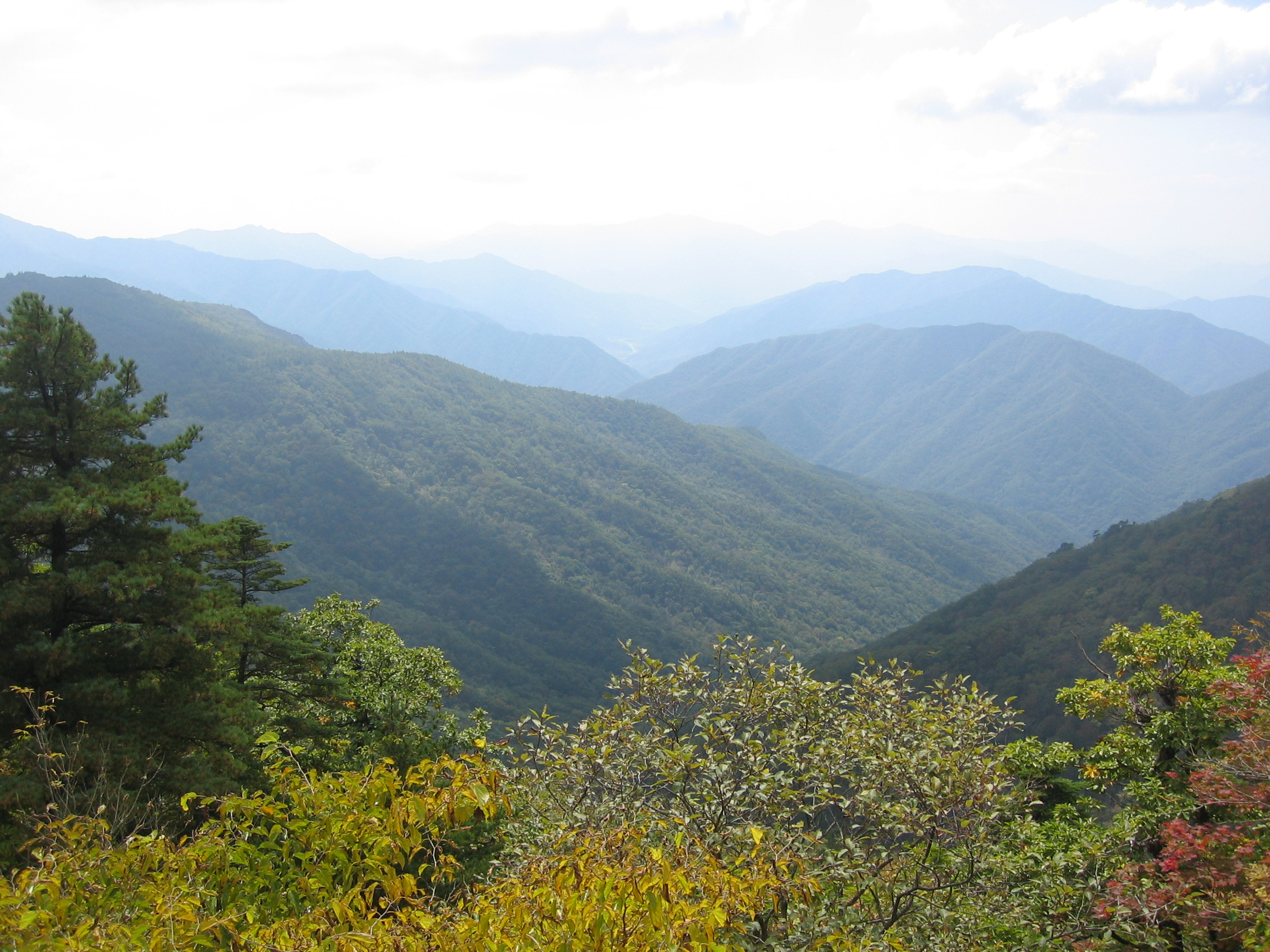
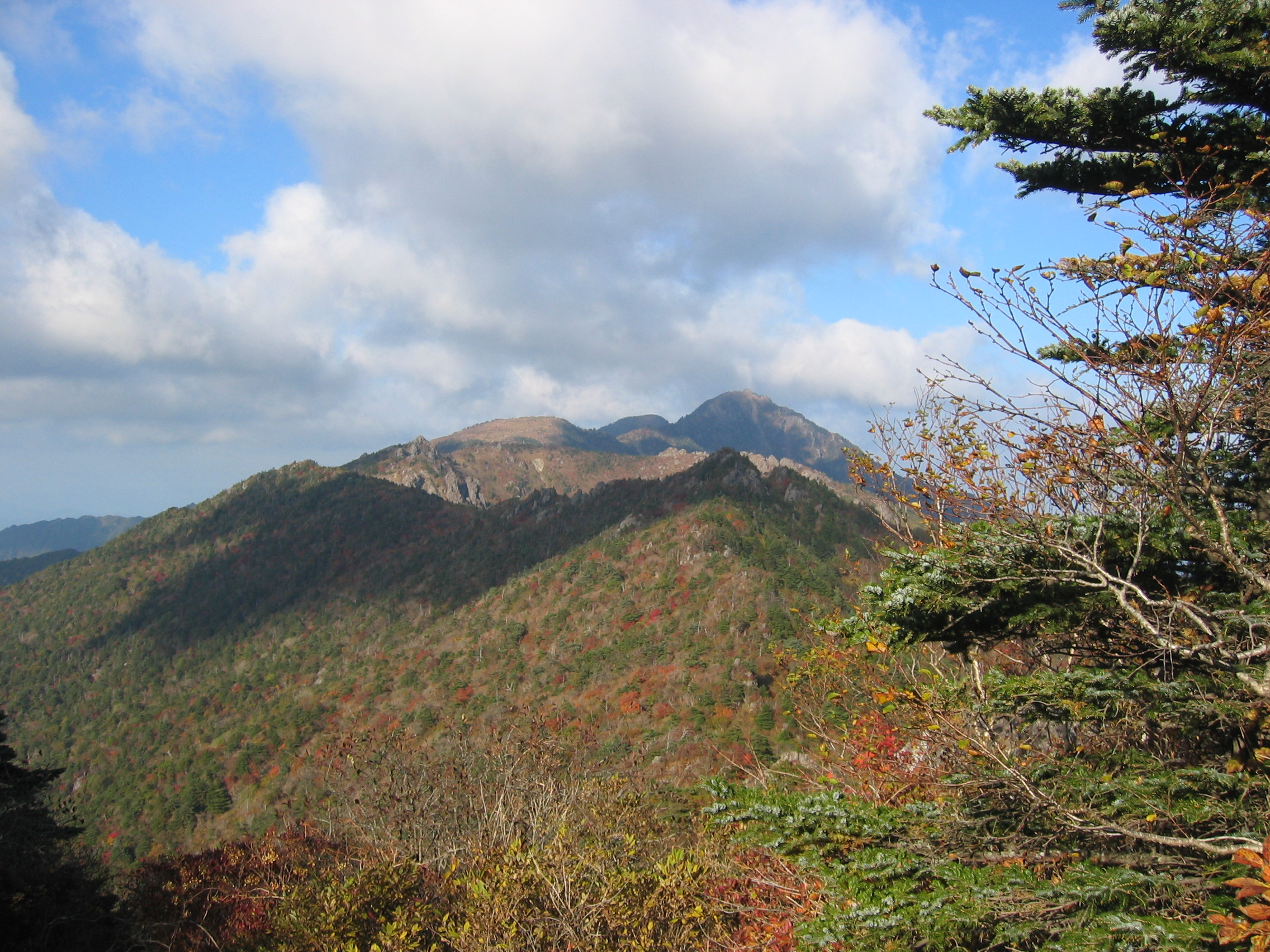
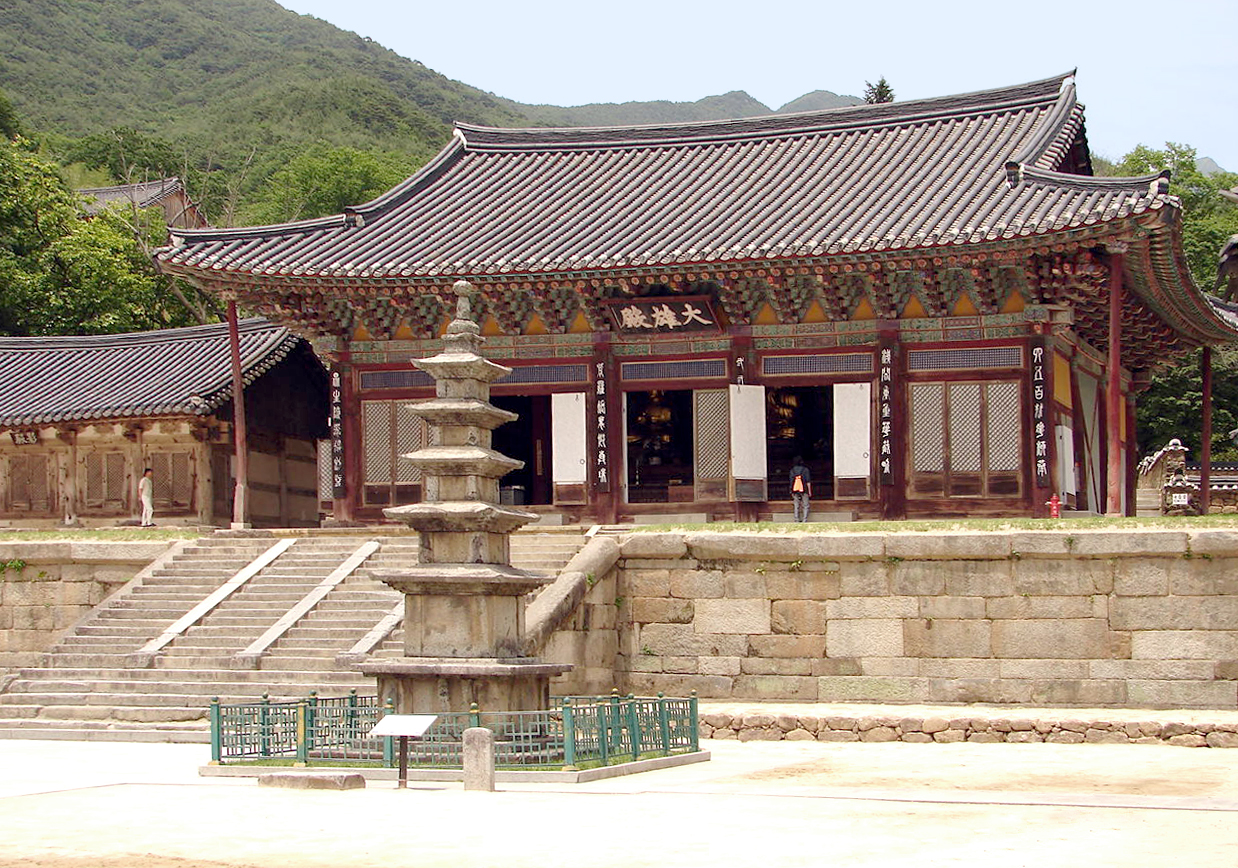
華嚴寺
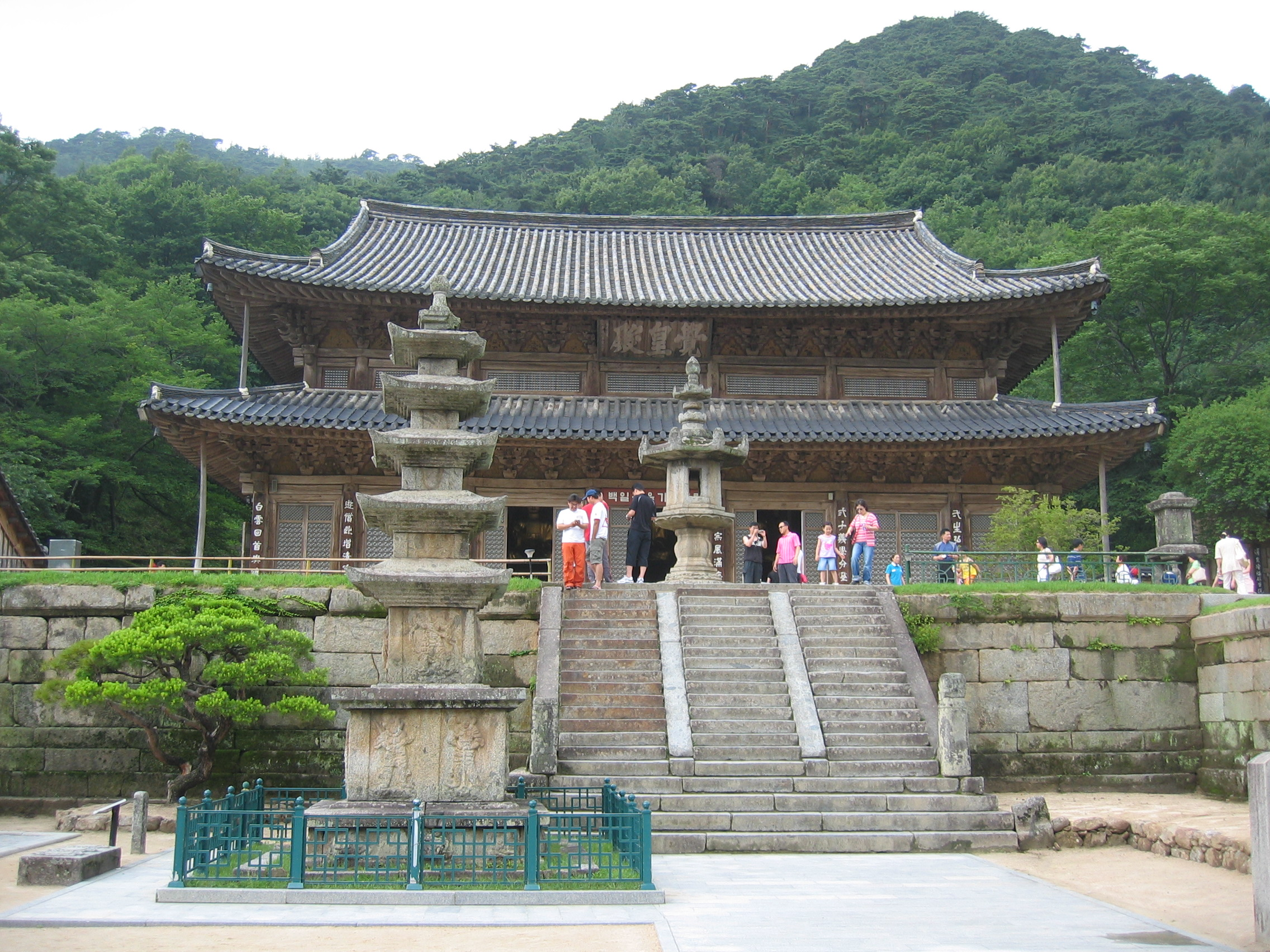
華嚴寺